# زیرواحد پروتئین

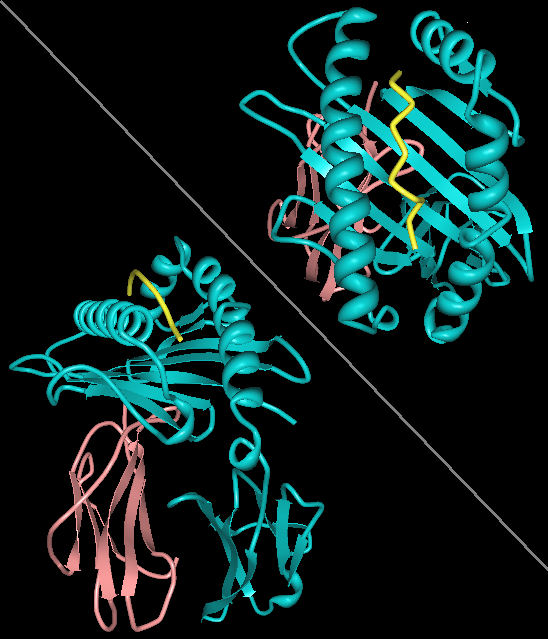
رندرینگ HLA-A11 که زیر واحدهای α (محصول ژن A*1101) و β (بتا-2 میکروگلوبولین) را نشان می‌دهد. این گیرنده دارای یک پپتید محدودکننده (در جایگاه اتصال) با منشأ هترولوگ است که به عملکرد نیز کمک می‌کند.

در زیست‌شناسی ساختاری، یک زیرواحد پروتئین یک زنجیره پلی‌پپتیدی یا مولکول تک پروتئینی است که با دیگر مولکول‌ها مونتاژ می‌شود (یا اصلاحا «coassembles» می‌شوند) تا یک کمپلکس پروتئینی را تشکیل دهد. مجموعه‌های بزرگ پروتئینی مانند ویروس‌ها اغلب از تعداد کمی از انواع زیر واحدهای پروتئینی به عنوان بلوک‌های سازنده استفاده می‌کنند.
یک زیرواحد اغلب با یک حرف یونانی یا رومی نامگذاری می‌شود و تعداد این نوع زیرواحد در یک پروتئین با یک زیرنویس نشان داده می‌شود. به عنوان مثال، ATP سنتاز نوعی زیرواحد به نام α دارد. سه مورد از این نوع در مولکول ATP سنتاز وجود دارد که منجر به نامگذاری α3 می‌شود. گروه‌های بزرگتری از زیرواحدها نیز می‌توانند مشخص شوند، مانند α3β3-هگزامر و حلقه c.
پروتئین‌های طبیعی که تعداد نسبتاً کمی زیرواحد دارند به عنوان الیگومریک نامیده می‌شوند. به عنوان مثال، هموگلوبین آرایش متقارن دو زیرواحد α-گلوبین یکسان و دو زیر واحد β-گلوبین یکسان است. پروتئین‌های مولتیمری طولانی‌تر مانند ریزلولهها و سایر پروتئین‌های اسکلت سلولی ممکن است از تعداد بسیار زیادی زیر واحد تشکیل شده باشند. به عنوان مثال، داینئین یک کمپلکسِ پروتئینیِ چندمونومری است که شامل دو زنجیره سنگین (DHCs)، دو زنجیره متوسط (ICs)، دو زنجیره سبک-متوسط (LICs) و چندین زنجیره سبک (LCs) است.
زیرواحدهای یک کمپلکس پروتئینی ممکن است یکسان، همولوگ یا کاملاً متفاوت باشند و به وظایف متفاوت اختصاص داده شوند. در برخی از مجموعه‌های پروتئینی، یک زیر واحد ممکن است یک «زیرواحد کاتالیزوری» باشد که به‌طور آنزیمی یک واکنش را کاتالیز می‌کند، در حالی که یک «زیرواحد تنظیمی» فعالیت را تسهیل یا مهار می‌کند. اگرچه تلومراز دارای رونوشت معکوس تلومراز به عنوان یک زیر واحد کاتالیزوری است، تنظیم توسط عوامل خارج از پروتئین انجام می‌شود.
آنزیمی که از هر دو زیرواحد تنظیمی و کاتالیزوری تشکیل شده‌است در هنگام مونتاژ اغلب به عنوان هولوآنزیم نامیده می‌شود. به عنوان مثال، کلاس I فسفواینوزیتید ۳-کیناز از یک زیرواحد کاتالیزوری p110 و یک زیرواحد تنظیمی p85 تشکیل شده‌است. یک زیر واحد از یک زنجیره پلی‌پپتیدی ساخته شده‌است. یک زنجیره پلی‌پپتیدی دارای یک ژن کدکننده برای آن است، به این معنی که یک پروتئین باید یک ژن برای هر زیرواحد منحصر به فرد داشته باشد.

## همچنین ببینید
- پروتئین پیوندی
- واکسن ساب‌یونیت
- ساختار چهارم پروتئین
- دگرریختاری
- مونومر